# غلام‌علی افشاریه
غلامعلی افشاریه (زاده ۲۵ مهر ۱۳۱۹ در تهران) دوبلور ایرانی است.
وی فعالیت دوبله را از سال ۱۳۳۸ با مرد هزار چهره جوزف پونی و مدیریت دوبلاژ را از سال ۱۳۵۰ با مجموعه روزهای زندگی آغاز کرد.

از کارهای مشهور و مورد توجه او گویندگی به جای گای ویلیامز (زورو) در مجموعه تلویزیونی زورو می‌باشد. 

## برخی فعالیت‌ها

### فیلم خارجی
- فرشته سیرتان به جای پت اوبراین
- آناستازیا (ایوان دسنی)
- گنجهای سیرامادره (کارگردان:جان هیوستون)

### مجموعه تلویزیونی خارجی و ایرانی
- زورو - در نقش زورو وبا بازی گای ویلیامز نقش (دن دیه گو دلاوگا)[۱]
- کاراگاه کاستر (هیمن)
- جنگجویان کوهستان (به‌جای تای سانگ)
- داستان زندگی (هانیکو) به‌جای شینوسکه
- پوآرو (یکی از قسمت‌ها) به‌جای قاتل
- کانگوروی بوته زار، اسکیپی
- پدرسالار (به‌جای حسن مهمانی در نقش آقای محمدی)
- داستان زندگی[۲] (شینسوکه)

### مستند گویی
- راوی مستند شاهد عینی (محصول شبکه بی‌بی‌سی انگلستان)[۳]

### کارتون
- مجموعه فیلم‌های کارتونی شرلوک هلمز (محصول ۱۹۸۳ استرالیا) - نظیر شرلوک هلمز و طلسم باسکرویل و شرلوک هلمز و دره وحشت (به جای شخصیت شرلوک هلمز) همچنین زمزمه گلاکن

مدیر دوبلاژ کارتون‌های سفرهای میتی کومان بتمن و رابین، سوپرمن، سوپربوی، پسر شجاع، سایمون در سرزمین نقاشیها، آیوان هو و راوی در زمزمه گلاکن، راوی کارتون ایرانی وقتی بابام کوچک بود، مدیر دوبلاژ وروجک و آقای نجار